# Myolepta perplexa
Myolepta perplexa är en tvåvingeart som beskrevs av Violovitsh 1978. Myolepta perplexa ingår i släktet parkblomflugor, och familjen blomflugor. Inga underarter finns listade i Catalogue of Life.